# سیارک ۱۴۹۷۶
سیارک ۱۴۹۷۶ (به انگلیسی: 14976 Josefcapek، نامگذاری:1997SD4) چهارده هزار و نهصد و هفتاد و ششمین سیارک کشف شده‌است که در ۲۷ سپتامبر ۱۹۹۷ کشف شد.
قدر مطلق سیارک برابر ۱۳٫۹۰ است.